# Back Home (album của Eric Clapton)
Back Home là album phòng thu của ca sĩ-nhạc sĩ người Anh Eric Clapton. Album đã được phát hành ngày 29 tháng 8 năm 2005 trên thế giới và một ngày sau đó tại Mỹ.
"Say What You Will" là một bài hát mà Clapton đề nghị với ban nhạc Nhật SMAP.

## Phiên bản DualDics
Phiên bản đặc biệt định dạng DualDics của album bao gồm toàn bộ năm lựa chọn từ album, được phát trực tiếp trong phòng thu. Gói đặc biệt này cũng có bốn cây đàn guitar độc quyền hiển thị chữ "Back Home" và chữ ký của Clapton trên đó. Các lựa chọn đến từ các màu tím, xanh, đỏ và xám.

## Danh sách bài hát
1. "So Tired" (Clapton, Simon Climie) - 4:47
2. "Say What You Will" (Clapton, Simon Climie) - 4:35
3. "I'm Going Left" (Stevie Wonder, Syreeta Wright) - 4:03
4. "Love Don't Love Nobody" (Joseph Jefferson, Charles Simmons) - 7:13
5. "Revolution" (Clapton, Simon Climie) - 5:00
6. "Love Comes to Everyone" (George Harrison) - 4:35
7. "Lost and Found" (Doyle Bramhall II, Jeremy Stacey) - 5:21
8. "Piece of My Heart" (Bramhall II, Susan Melvoin, Mike Elizondo) - 4:22
9. "One Day" (Vince Gill, Beverly Darnall) - 5:20
10. "One Track Mind" (Clapton, Simon Climie) - 5:04
11. "Run Home to Me" (Clapton, Simon Climie) - 6:18
12. "Back Home" (Clapton) - 3:33

## Thành phần tham gia sản xuất
- Eric Clapton – hát, guitar.
- Steve Winwood – synthesizer.
- Billy Preston – keyboard.
- Nathan East, Pino Palladino – bass.
- Vince Gill, John Mayer – guitar.
- Steve Gadd, Abe Laboriel, Jr. – trống
- Gavyn Wright – violin
- Simon Climie - bàn phím, lập trình, nhà sản xuất, kỹ sư Pro Tools
- Steve Winwood, Chris Stainton, Toby Baker - bàn phím
- Billy Preston - bàn phím, piano, Hammond organ
- Kick Horns - đồng thau
- Gavyn Wright - violin
- Isobel Griffiths - chuỗi
- Nick Ingman - chuỗi
- Michelle John - ủng hộ giọng hát
- Sharon White - giọng hát ủng hộ
- Lawrence Johnson - ủng hộ giọng hát
- Alan Douglas - kỹ sư thu âm
- Bea Henkel - kỹ sư trợ lý thứ hai
- George Renwick - trợ lý kỹ sư
- Phillippe Rose - trợ lý kỹ sư
- Mick Guzauski - trộn âm
- Tom Bender - trợ lý hỗn hợp
- Joel Evendeen - trợ lý công cụ
- Jonathan Shakhovskoy - trợ lý công cụ Pro
- Bob Ludwig - thành thạo tại Gateway Mastering (Portland, ME).
- Lee Dickson - kỹ thuật viên guitar
- Debbie Johnson - điều phối viên (Los Angeles).
- Bushbranch - quản lý
- Catherine Roylance - chỉ đạo nghệ thuật và thiết kế
- Paul Higgens - minh họa
- Chris Sykes - nhiếp ảnh chính
- Allan Titmuss - nhiếp ảnh
- Jill Furmanovsky - nhiếp ảnh
- Dunlop Management, Inc. - chọn khái niệm gói

## Xếp hạng

### Xếp hạng tuần
| Bảng xếp hạng (2005)                     | Vị trí cao nhất |
| ---------------------------------------- | --------------- |
| Album Áo (Ö3 Austria)                    | 9               |
| Album Bỉ (Ultratop Vlaanderen)           | 29              |
| Album Bỉ (Ultratop Wallonie)             | 11              |
| Album Đan Mạch (Hitlisten)               | 4               |
| Album Hà Lan (Album Top 100)             | 9               |
| European Top 100 Albums (IFPI)           | 3               |
| Album Phần Lan (Suomen virallinen lista) | 16              |
| Album Pháp (SNEP)                        | 16              |
| Album Đức (Offizielle Top 100)           | 2               |
| Greek Album (IFPI)                       | 6               |
| Album Hungaria (MAHASZ)                  | 22              |
| Album Ireland (IRMA)                     | 57              |
| Album Ý (FIMI)                           | 4               |
| Japanese Albums (Oricon)                 | 4               |
| Album Na Uy (VG-lista)                   | 6               |
| Album Ba Lan (ZPAV)                      | 14              |
| Album Scotland (OCC)                     | 21              |
| Album Tây Ban Nha (PROMUSICAE)           | 10              |
| Album Thụy Điển (Sverigetopplistan)      | 5               |
| Album Thụy Sĩ (Schweizer Hitparade)      | 4               |
| Album Anh Quốc (OCC)                     | 19              |
| UK Physical Albums (OCC)                 | 19              |
| Album Hoa Kỳ Billboard 200               | 13              |
| US Top Internet Albums (Billboard)       | 13              |

 
|

### Xếp hạng cuối năm
| Bảng xếp hạng (2005)               | Vị trí cao nhất |
| ---------------------------------- | --------------- |
| Austrian Albums (Ö3 Austria)       | 165             |
| Danish Albums (Hitlisten)          | 98              |
| German Albums (Offizielle Top 100) | 141             |
| Norwegian Albums (VG-lista)        | 95              |
| Swiss Albums (Schweizer Hitparade) | 174             |

## Chứng nhận
| Quốc gia                                                                           | Chứng nhận | Số đơn vị/doanh số chứng nhận |
| ---------------------------------------------------------------------------------- | ---------- | ----------------------------- |
| Đan Mạch (IFPI Đan Mạch)                                                           | Vàng       | 20.000^                       |
| Hy Lạp (IFPI Hy Lạp)                                                               | Vàng       | 10.000^                       |
| Ý (FIMI)                                                                           | Vàng       | 40.000*                       |
| Nhật Bản (RIAJ)                                                                    | Vàng       | 195,000                       |
| Hà Lan (NVPI)                                                                      | Vàng       | 40.000^                       |
| Tây Ban Nha (PROMUSICAE)                                                           | Vàng       | 50.000^                       |
| Thụy Điển (GLF)                                                                    | Vàng       | 30.000^                       |
| Hoa Kỳ (RIAA)                                                                      | Vàng       | 680,000                       |
| * Chứng nhận dựa theo doanh số tiêu thụ. ^ Chứng nhận dựa theo doanh số nhập hàng. |            |                               |